# Bulgarische Eishockeyliga 2006/07
Die Saison 2006/07 war die 55. Spielzeit der bulgarischen Eishockeyliga, der höchsten bulgarischen Eishockeyspielklasse. Meister wurde zum insgesamt zweiten Mal in der Vereinsgeschichte Akademik Sofia.

## Modus
In der Hauptrunde absolvierte jede der drei Mannschaften insgesamt 14 Spiele. Der Erstplatzierte der Hauptrunde wurde Meister. Für einen Sieg erhielt jede Mannschaft zwei Punkte, bei einem Unentschieden gab es einen Punkt und bei einer Niederlage null Punkte.

## Hauptrunde
|    | Klub            | Sp | S  | U | N  | Tore  | Punkte |
| -- | --------------- | -- | -- | - | -- | ----- | ------ |
| 1. | Akademik Sofia  | 14 | 12 | 0 | 2  | 70:29 | 24     |
| 2. | HK Lewski Sofia | 14 | 7  | 0 | 7  | 59:49 | 14     |
| 3. | HK Slawia Sofia | 14 | 2  | 0 | 12 | 13:64 | 4      |

Sp = Spiele, S = Siege, U = Unentschieden, N = Niederlagen, OTS = Overtime-Siege, OTN = Overtime-Niederlage, SOS = Penalty-Siege, SON = Penalty-Niederlage

## Auszeichnungen
Zum besten Torhüter der Saison wurde Konstantin Michailow von Akademik Sofia gewählt. Bester Verteidiger war Martin Gyurow vom Vizemeister HK Lewski Sofia. Als bester Stürmer wurde Simeon Radkow vom Meister Akademik Sofia ausgezeichnet. Topscorer der Liga war Stojan Batschwarow, auch er spielte für Akademik Sofia.